# Cantuaria isolata
Cantuaria isolata är en spindelart som beskrevs av Forster 1968. Cantuaria isolata ingår i släktet Cantuaria och familjen Idiopidae. Inga underarter finns listade.